# زیردریایی یو-۷۹۴
زیردریایی یو-۷۹۴ (به انگلیسی: German submarine U-794) یک زیردریایی بود که طول آن ۳۶٫۶۰ متر (۱۲۰ فوت ۱ اینچ) بود. این زیردریایی در سال ۱۹۴۳ ساخته شد.